# Madeleine Autet
Madeleine Autet née au Cameroun, est productrice, documentariste, scénariste. Elle vit à Paris.

## Biographie
Elle grandit au Cameroun. En 2005, âgée de treize ans, elle rejoint sa mère en France. De 2011 à 2013, elle suit une formation en réalisation et production audiovisuelle à l'Institut Supérieur de l’Audiovisuel, à Paris. En 2013, elle réalise son premier documentaire sur les personnes sans domicile fixe. En 2018, elle réalise un documentaire sur la musique, la médecine traditionnelle et la cuisine au Cameroun. En 2020, pour le long-métrage La Mort, ce cadeau de vie, elle  documente les rites funéraires traditionnels au Cameroum.
En 2014, elle fonde l'association Probecc (Promotion des Beautés et Cultures camerounaises), qui organise en 2015, la première  élection de Miss Cameroun France, à l'Alhambra.

## Réalisations
- La Bapsa (Brigade d’Accompagnement des Personnes Sans Abris), 8 min, 2013
- Collectif Morts de la Rue, 5 min, 2013
- Le Crime de l’inconscient, 7 min, 2014
- L’Autisme, le combat des familles, 16 min, 2015
- Sur mes pas, 55 min, 2018
- La Mort, ce cadeau de vie, 80 min, 2020

## Prix et distinctions
- prix du public, Festival des Identités Culturelles, Ouaga, 2020[6]